# ARM11
Az ARM11 egy ARM-processzorgeneráció: ARM architektúrájú 32 bites RISC mikroprocesszormagok egy családja.

## Áttekintés
| Bemutatva | Bemutatva      |
| Év        | mag            |
| --------- | -------------- |
| 2002      | ARM1136J(F)-S  |
| 2003      | ARM1156T2(F)-S |
| 2003      | ARM1176JZ(F)-S |
| 2007      | ARM11MPCore    |

A 2002. április 29-én bemutatott ARM11 mikroarchitektúrában mutatkoztak be elsőként az ARMv6 architekturális bővítései, amelyeket még 2001 októberében jelentettek be. Ezek között találhatók a SIMD médiautasítások, a multiprocesszoros támogatás és egy új gyorsítótár-architektúra. Az implementáció magában foglalt egy az előző ARM9 vagy ARM10 családokhoz képest jelentősen javított utasításfeldolgozó futószalagot, és az Apple, Nokia, és más cégek okostelefonjaiban volt alkalmazva. Az első ARM11 mag, az ARM1136, 2002 októberében vált licencelhetővé.
Jelenleg csak az ARM11 család tagjaiban találhatók ARMv6 architektúrájú magok. Léteznek azonban ARMv6-M magok (Cortex-M0 és Cortex-M1), amelyek a mikrovezérlő alkalmazási területet célozzák; az ARM11 magok jóval nagyobb igényű alkalmazások céljaira készülnek.

### Eltérések az ARM9-től
Az utasításkészlet elemei szerint az ARM11 az ezt megelőző ARM9 generációra épül. Magában foglalja az összes ARM926EJ-S jellemzőt és hozzáadott ARMv6 (SIMD) utasításokat tartalmaz a médiatámogatáshoz, valamint az IRQ-válaszok gyorsítására.
A mikroarchitektúra újításai az ARM11 magokban a következők:
- SIMD utasítások, melyek képesek megduplázni az MPEG-4 és audio digitális jelfeldolgozási algoritmusok sebességét
- a gyorsítótár fizikailag címezhető, ezáltal több gyorsítótár átnevezési probléma megoldódik és csökken a kontextusváltás költsége (ideje, felhasznált erőforrások mennyisége)
- nem-igazított és vegyes bájtsorrendű (mixed-endian) adathozzáférés támogatott
- csökkentett hőtermelés és alacsonyabb túlhevülési kockázat
- újratervezett, magasabb órajeleket támogató futószalag (max. 1 GHz órajel használható)
  - hosszabb: 8 fokozat (szemben a korábbi 5-tel)
  - néhány művelet, pl. a tárolás sorrenden kívüli végzése
  - dinamikus elágazásbecslés/összevonás (folding) (mint az XScale-nél)
  - a gyorsítótár-tévesztések nem blokkolják a nem függő utasítások végrehajtását
  - load/store párhuzamosság
  - ALU párhuzamosság
- 64 bites adatutak

A JTAG debug támogatása (megállítás, léptetés, töréspontok és figyelőpontok kezelése) egyszerűsödött. Az EmbeddedICE modult felváltotta egy interfész, ami az ARMv7 architektúra részévé vált. A hardveres nyomkövető modulok (ETM és ETB) kompatibilis, csak éppen továbbfejlesztett változatai az ARM9-ben alkalmazott megfelelőiknek. Konkrétan, a nyomkövetési szemantika továbbfejlesztett változatában alkalmas a párhuzamos utasításvégrehajtás és adattovábbítás követésére.
Az ARM nagy hangsúlyt fektet a jó Verilog kódolási stílus és a helyes technikák támogatására és elterjesztésére. Ez biztosítja a szemantikailag szigorú terveket, végig megőrzi az azonos szemantikát a csip kialakításának folyamata során, mindezt formális bizonyítás eljárások kiterjedt használata támogatja. Enélkül a figyelem nélkül az ARM11 integrálása külső felek terveibe kockázatos lenne, nehezen felfedhető látens hibákat hordozhatna. Az ARM magokat számos különböző tervezetbe integrálják, változatos logikai szintetizáló eszközökkel és különböző eltérő gyártási folyamatokkal készülnek, ennek hatására a regiszterátvitel szintjén a minőségi követelmények sokszorosára nagyítódnak. Az ARM11 generáció sokkal inkább a szintézisre koncentrál, mint az előző generációk, és sokkal nagyobb figyelmet szentelnek a megelőzésnek.

## Magok
Négy ARM11 mag van:
- ARM1136[4]
- ARM1156, megjelentek benne a Thumb2 utasítások
- ARM1176, a biztonsági kiterjesztések bevezetése[5]
- ARM11MPcore, többmagos (multicore) támogatás bevezetése

## Csipek
Ez a lista egyelőre nem teljes. Segíts te is bővíteni, hogy teljes lista lehessen belőle!
- Ambarella A5s, A7, A7L
- Broadcom BCM2835 (Raspberry Pi), BCM21553
- Cavium ECONA CNS3000 sorozat[6]
- CSR Quatro 4230, Quatro 4500 sorozat, Quatro 5300 sorozat
- Freescale Semiconductor i.MX3x sorozat, mint például i.MX31, i.MX35
- Nintendo 1048 0H
- Infotmic IMAPX200, IMAPX210, IMAPX220
- Nvidia Tegra
- PLX Technology NAS7820, NAS7821, NAS7825
- MediaTek MTK6573_S01 / MTK6573_S00
- Qualcomm MSM720x, MSM7x27
- Qualcomm Atheros AR7400
- Samsung S3C64x0, S5P6422
- Telechips [tcc8902]
- Texas Instruments OMAP2 sorozat, egy TMS320 C55x vagy C64x DSP-vel a második mag szerepében

## Termékek
| Amazon.com - Kindle 2 Apple Inc. - iPhone - iPhone 3G - iPod Touch - iPod Touch 2G Aluratek - Cinepad AT107F Alcatel - One Touch 991 Commtiva - Z71 GeeksPhone - GeeksPhone ONE HTC - HTC Aria - HTC Dream - HTC Wildfire - HTC Hero - HTC Magic - HTC Legend - HTC Touch Diamond - HTC Touch Pro - HTC Touch Diamond 2 (vagy Topaz) - HTC Touch Pro 2 (vagy Rhodium) - HTC TyTN II - HTC Wildfire S Janam - Janam XM60+ - Janam XM66 Huawei - Huawei U8160 - Huawei U8500 Qualcomm MSM7225 processzorral - Huawei U8510 Ideos X3 - Huawei U8650 Sonic LG - LG A230/A235 brava - LG GW620 - LG Optimus Me P350 - LG Optimus S - LG Optimus One - LG Optimus Net P690 - LG Optimus GT540 - LG Optimus Hub Micromax - A44 - A45 - A50 - A60 - A70 - A73 - A75 Microsoft - Zune HD - Kin One | Motorola - Motorola Backflip - Motorola RIZR Z8 - Motorola Q9 sorozat - Motorola XT300 - Motorola XT311 - Motorola XT316 - Motorola XT317 - Motorola Fire XT - Motorola ES400 Nintendo - Nintendo 3DS - Nintendo 2DS Nokia - Nokia 9500 Communicator - Nokia 3710 Fold - Nokia 500 - Nokia 5230 - Nokia 5320 XpressMusic - Nokia 5233 - Nokia 5700 XpressMusic - Nokia 5800 XpressMusic - Nokia 5530 XpressMusic - Nokia X6 - Nokia 6120 Classic - Nokia 6210 Navigator - Nokia 6220 Classic - Nokia 6290 - Nokia 6700 Classic - Nokia 6710 Navigator - Nokia 6720 Classic - Nokia 603 - Nokia 700 - Nokia 701 - Nokia C5-00 - Nokia C5-03 - Nokia C5-05 - Nokia C6-00 - Nokia C6-01 - Nokia C7 - Nokia E5 - Nokia E51 - Nokia E52 - Nokia E55 - Nokia E63 - Nokia E71 - Nokia E72 - Nokia E73 Mode - Nokia E75 - Nokia E7-00 - Nokia E90 Communicator - Nokia N79 - Nokia N81 - Nokia N82 - Nokia N85 - Nokia N86 8MP - Nokia N93 - Nokia N95 - Nokia N97 - Nokia N97 mini - Nokia N8 - Nokia N800 Internet tablet - Nokia N810 Internet tablet - Nokia Oro - Nokia 808 PureView | Ouku - Ouku Horizon/P801W Palm - Palm Pixi - Pandigital R7T40WWHF1 Novel Raspberry Pi Foundation - Raspberry Pi Ritroid T1 Roku - Roku LT (néhány modell) - Roku 2 HD - Roku 2 XD - Roku 2 XS - Roku Streaming Stick Samsung - Samsung SGH-i627 - Samsung Galaxy Ace - Samsung Galaxy Europa - Samsung Galaxy Spica/Portal/Lite - Samsung Galaxy 3/Apollo - Samsung i7500 Galaxy - Samsung Behold II - Samsung Omnia II - Samsung OmniaPRO B7330 - Samsung Moment - Samsung M910 Intercept - Samsung Galaxy Mini - Samsung Galaxy Y - Samsung Galaxy Gio - Samsung Galaxy Pocket SK Telesys - Catch - Aura Smart Devices - SmartQ 5 - SmartQ V5 - SmartQ V5II - SmartQ V7 - SmartQ N7 - SmartQ T7 - SmartQ R10 - Pandigital Novel (fehér verzió) Sony Ericsson - Sony Ericsson Xperia X1 - Sony Ericsson Xperia X2 - Sony Ericsson Xperia X8 - Sony Ericsson Xperia X10 mini - Sony Ericsson Elm Videocon - Zeus/V7500 Zeebo - Zeebo (játékkonzol) ZTE - ZTE Blade (más néven ZTE San Francisco, Orange San Francisco, Lutea San Francisco, Dell XCD35, ...) - ZTE Skate (más néven Orange Monte Carlo) - Néhány digitális képkeret (digitális média) |

## Dokumentáció
Az ARM processzorokat hatalmas mennyiségű dokumentáció támogatja. A tervező és a gyártók a dokumentációt hierarchikus rendbe szervezték, amelyben a marketing céljait szolgáló bemutató diáktól kezdve a gyártók számára szolgáló igen részletes leírásokig fokozatosan egyre részletesebb információkat tartalmazó csoportokba osztják azt. Ezt a szerkezetet dokumentációs fának nevezték el. Bővebben ld. az ARM7-nél.

## Fordítás
Ez a szócikk részben vagy egészben  az   ARM11 című angol Wikipédia-szócikk ezen változatának fordításán alapul.  Az eredeti cikk szerkesztőit annak laptörténete sorolja fel. Ez a jelzés csupán a megfogalmazás eredetét és a szerzői jogokat jelzi, nem szolgál a cikkben szereplő információk forrásmegjelöléseként.